# Arequipa megye
Arequipa megye Peru egyik megyéje, az ország déli részén található. Székhelye Arequipa.

## Földrajz
Arequipa megye Peru déli részén helyezkedik el. Területén húzódnak az Andok nyugati kordillerájának nyúlványai, emiatt a felszín igen változatos. Partvidéke sivatagos. Északnyugaton Ica, északon Ayacucho, Apurímac és Cusco, keleten Puno, délkeleten Moquegua megyével, délen és délnyugaton pedig a Csendes-óceánnal határos.

### Tartományai
A megye 8 tartományra van osztva:
- Arequipa
- Camaná
- Caravelí
- Castilla
- Caylloma
- Condesuyos
- Islay
- La Unión

## Népesség
A megye népessége a közelmúltban folyamatosan növekedett:
| Év   | Lakosság  |
| ---- | --------- |
| 1940 | 263 077   |
| 1961 | 388 881   |
| 1972 | 529 566   |
| 1981 | 706 580   |
| 1993 | 916 806   |
| 2007 | 1 152 303 |

## Képek

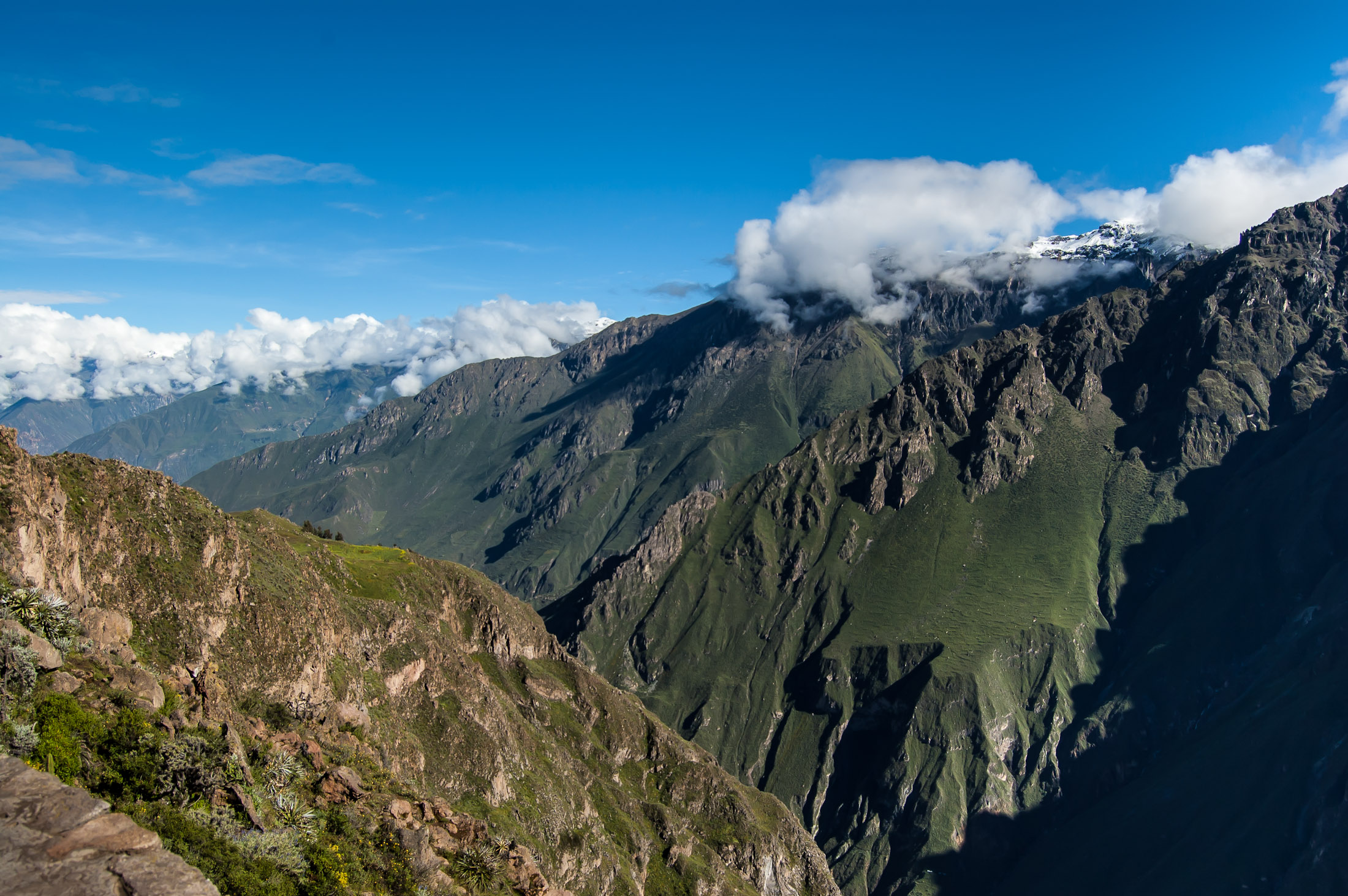
A Colca-kanyon
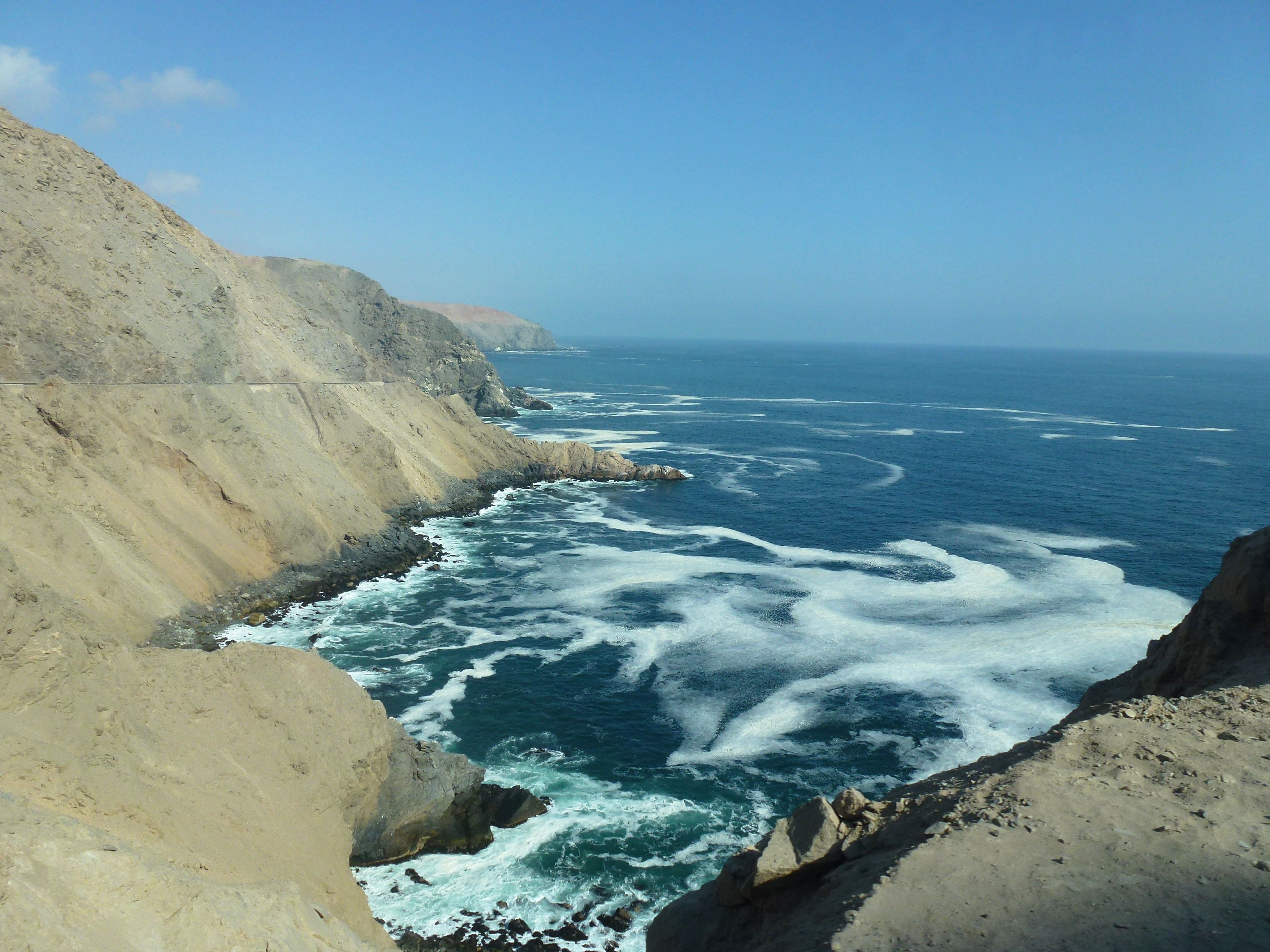
Óceánpart
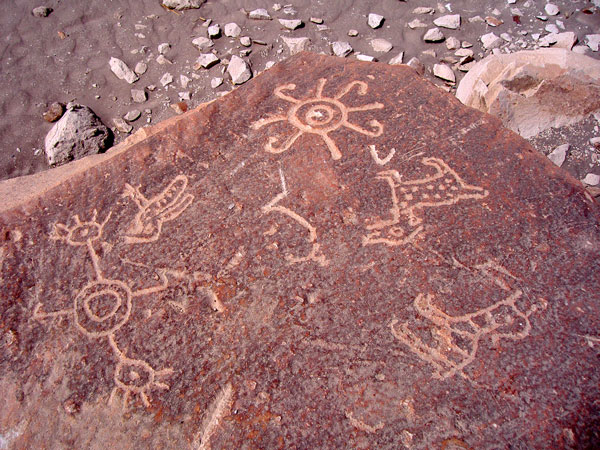
Toro Muertó-i sziklarajzok
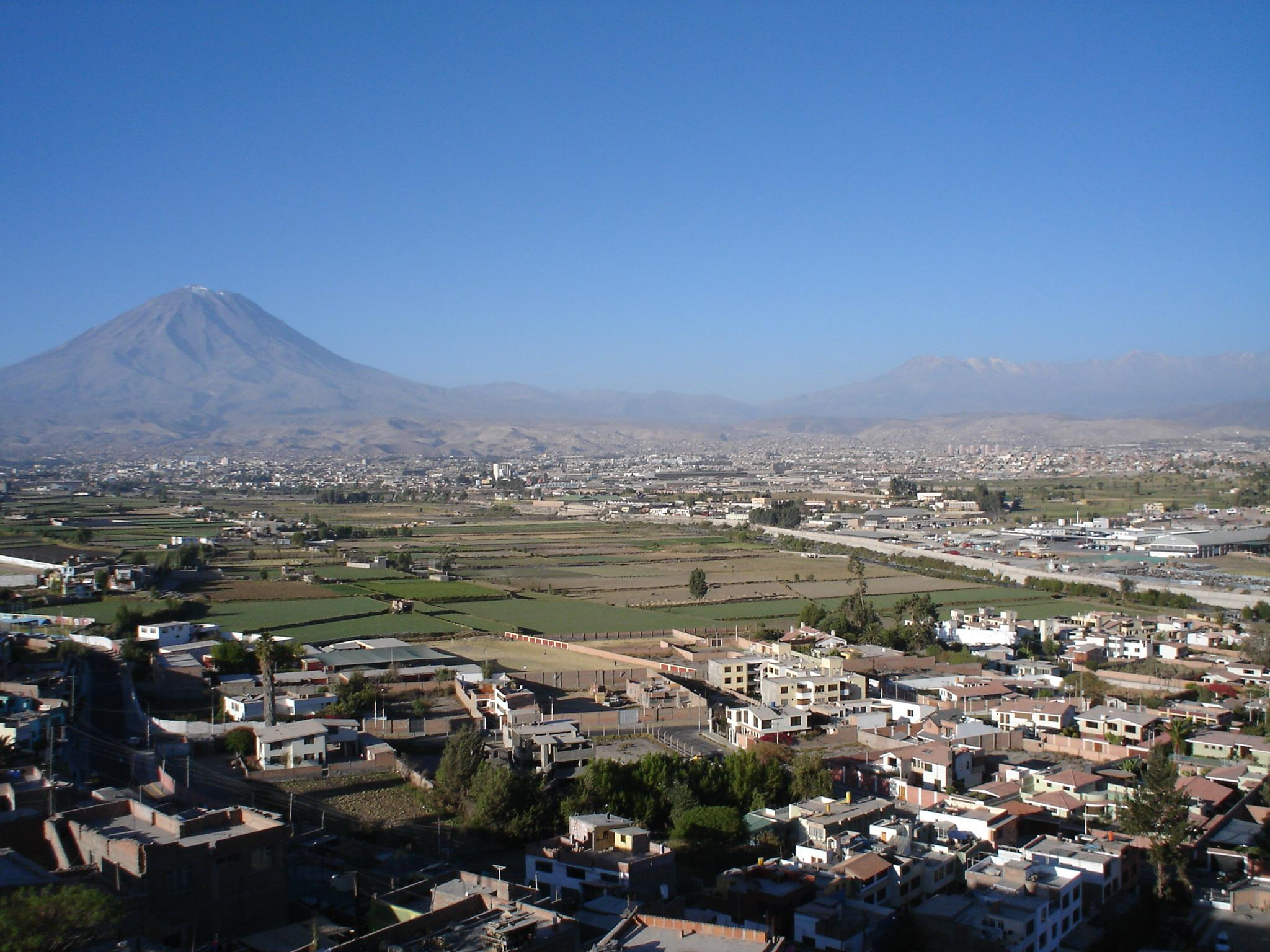
Arequipa városának látképe